# Línea 372 (Buenos Aires)
La Línea 372 es una línea de colectivos del Área Metropolitana de Buenos Aires. Une los partidos de Quilmes, Berazategui y Florencio Varela. Esta línea era propiedad de la empresa "Micro Ómnibus Gral. Belgrano", estaba constituida por 10 unidades, y fue adquirida por MOQSA en el año 1984. Su cabecera se encuentra en la Av. Rigolleau (14) N° 469.

## Ramal único

### Quilmes – Ezpeleta – Cruce Varela – Bosques
Ida: Desde Alsina y Gaboto por Gaboto, Rivadavia, Hipólito Yrigoyen, Garibaldi, Alvear, Primera Junta, Triunvirato, Martín García, Sarratea, Av. Centenario, Av. República de Francia, Mar del Plata, Panamá, Bahía Blanca, Ecuador, E. Minuto, Florida, Honduras, Avenida San Martín, Avenida Florencio Varela, Avenida Vergara, Avenida Antártida Argentina, Avenida Bosques hasta Juan B. Justo. 
Regreso: Desde Avenida Bosques y Juan B. Justo por Avenida Bosques, Avenida Antártida Argentina, Avenida Vergara, Calle 1, Calle 138, Av. San Martín, Asunción, Av. Centenario, Caracas, Florida, Minuto, Ecuador, Bahía Blanca, Panamá, Mar del Plata, Av. República de Francia, Avenida Centenario, Dorrego, Avenida Mitre, Alsina, Hipólito Yrigoyen, Alsina hasta Gaboto.

## Recorrido
A continuación, se muestra un esquema general de las calles y lugares por donde transita esta línea de colectivo, junto con la línea 584, que pertenece a la misma empresa (MOQSA).